# Adonisea purpurata
Adonisea purpurata är en fjärilsart som beskrevs av Otto Staudinger 1901. Adonisea purpurata ingår i släktet Adonisea och familjen nattflyn. Inga underarter finns listade i Catalogue of Life.